# Castell de Suances
El castell de Suances o castell de Ceruti és un palau que imita l'arquitectura militar medieval. Està situat al costat d'un penya-segat, dins de la població de Suances (Cantàbria), amb vistes a les platges La Concha i Los Locos. Va ser construït el 1904 en pedra de carreu i paredat a petició del baró de Peramola Florencio Ceruti y Castañeda, quan ostentava la batllia de Torrelavega (1901-1906). L'any 1987 es va reconstruir per albergar un hotel. Va tornar a restaurar-se l'any 2003. Antigament va existir a Suances un altre castell anomenat San Martín de la Arena (nom que va heretar el riu proper).